# Watertoren (Aalsmeer)

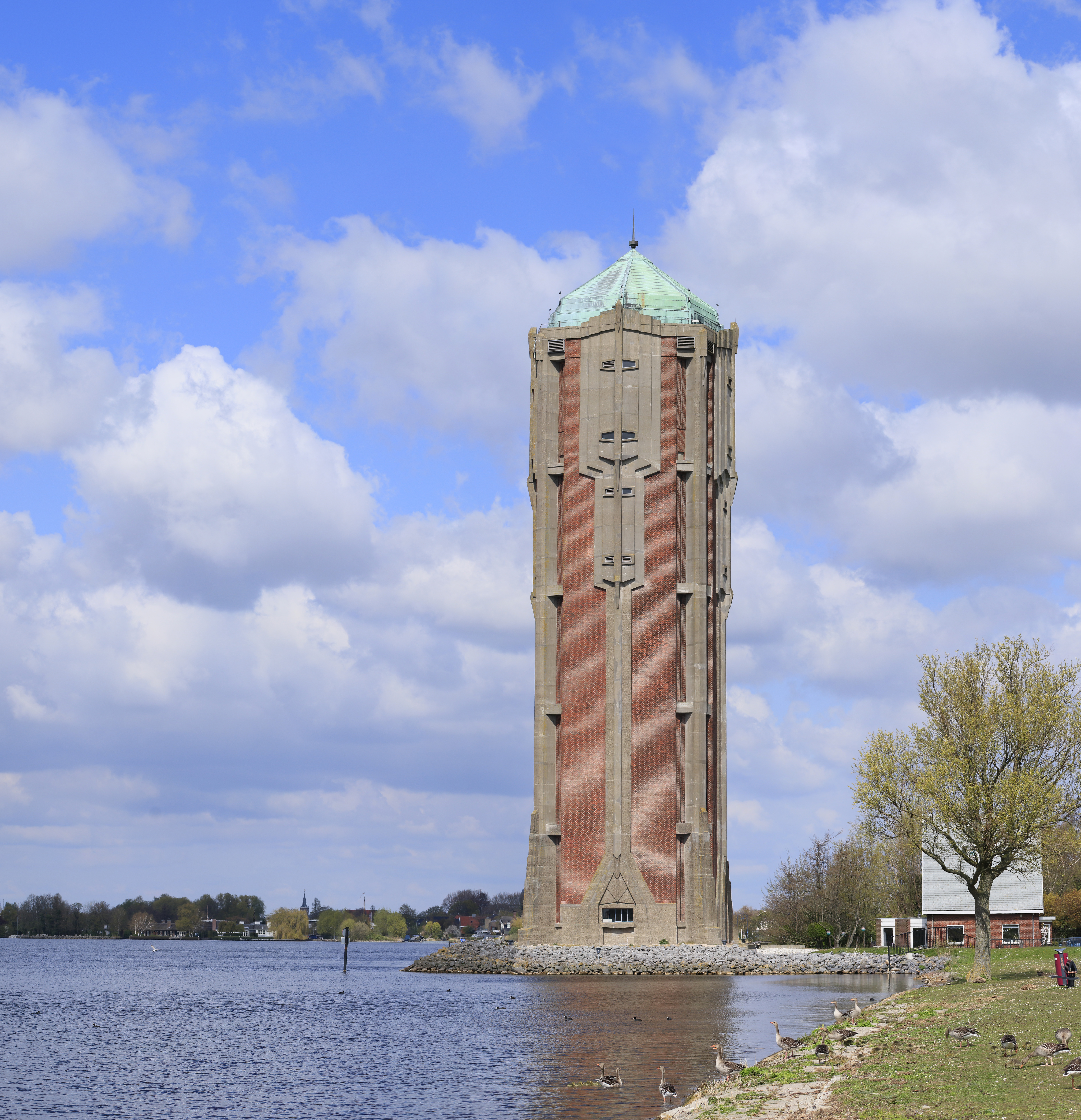
Hoge resolutie afbeelding van de watertoren van Aalsmeer

De watertoren in Aalsmeer is te vinden aan de rand van de Westeinderplassen. De bouw van de watertoren startte in 1926 en werd afgerond in 1928. De toren is een monumentaal bouwwerk van 50 meter hoog. Met zijn hoogte neemt de toren een dominante positie in aan de Westeinderplassen.
Het ontwerp van de watertoren is van Hendrik Sangster, die twintig Nederlandse watertorens ontwierp. De toren is gebouwd in art-deco-stijl, vooral de art-deco-ornamenten zijn fraai. De toren is gebouwd in opdracht van het Provinciaal Waterleidingbedrijf van Noord-Holland en was een onderdeel van de drinkwatervoorziening voor de gemeenten Aalsmeer, Haarlemmermeer, Uithoorn en Bennebroek. In de toren werd tot 1994 gezuiverd water opgeslagen dat afkomstig was uit de Amsterdamse Waterleidingduinen. De toren is sinds 1988 een rijksmonument.
De toren heeft twee betonnen vlakbodemreservoirs, resp. 520 m3 en 480 m3. In 1987 werd het bovenste reservoir buiten gebruik gesteld. Daarnaast heeft de toren nog een kleiner bodemreservoir van 160 m3. De toren rust op 452 houten palen met elk een lengte van 15 m.
In 1994 werd de toren helemaal buiten gebruik gesteld en in 1997 verkocht aan de gemeente Aalsmeer die de toren vandaag de dag nog steeds in bezit heeft.
In de loop der tijd zijn er verschillende plannen geweest wat te doen met de toren. Zo was de gemeente van plan om de toren te verkopen aan een private partij die er een hotel in wilde vestigen. Dat stuitte op verzet van de bewoners van Aalsmeer die wilden dat de toren toegankelijk bleef voor al het publiek.
De gemeente heeft het beheer van de watertoren uitbesteed aan de Stichting Beheer Watertoren Aalsmeer, die zich tot doel heeft gesteld de toren minimaal vijf keer per jaar open te stellen voor het publiek. Sinds 1 januari 2008 is de toren aangewezen als een van de trouwlocaties van de gemeente Aalsmeer. In 2005 is op de toren een nestkast voor slechtvalken geplaatst. Het eerste broedgeval in 2010 mislukte maar vanaf 2011 zijn jaarlijks jongen grootgebracht.

## Evenement bij de watertoren
Eén keer per jaar, op de eerste zaterdagavond in september wordt in Aalsmeer de verlichte botenshow gehouden; De Westeinderplassen worden dan door boten verlicht. Vanaf 19.45 uur komen de deelnemende verlichte boten bijeen in het voorste gedeelte van de Kleine Poel. Dat is het meest oostelijk deel van de Kleine Poel, bij onder meer Jachthaven Dragt, de Nieuwe Meer en ’t Drijfhuis, de route gaat uiteindelijk door het Balkengat linksaf de Grote Poel op. Vanaf dit punt wordt koers gezet naar de verlichte Watertoren. Voor de Watertoren wordt naar links afgebogen om vervolgens voor anker te gaan om naar de vuurwerkshow van Vuur en Licht op het water te kijken.
De Nederlandse Watertoren Stichting heeft de watertoren in Aalsmeer opgenomen op haar lijst met 'toptorens'. Deze lijst omvat de meeste waardevolle watertorens van Nederland.